# Alfabeto internacional africano

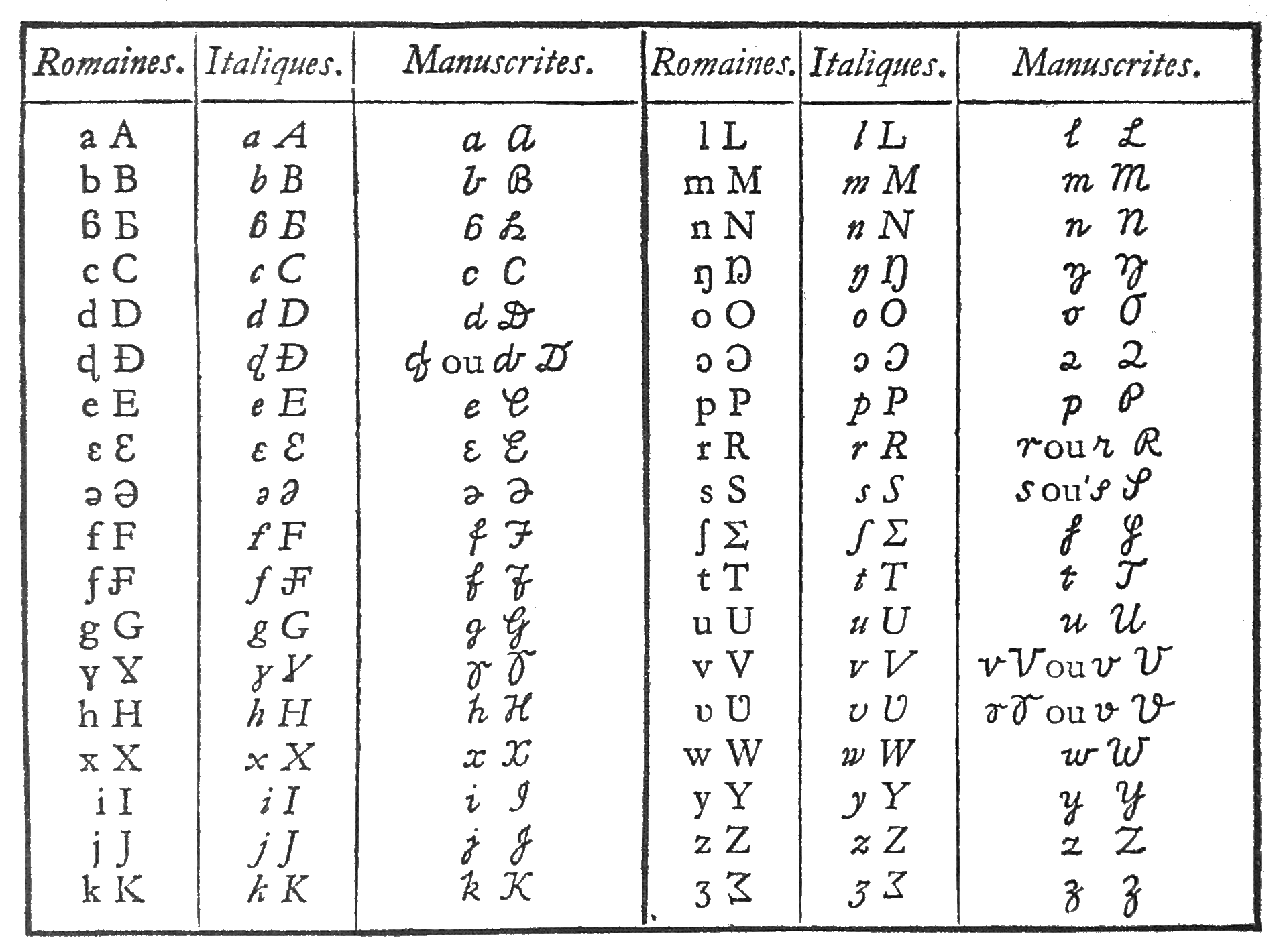
Tabla de mayúsculas y formas escritas de la obra Orthographe pratique des langues africaines, 1930

El alfabeto internacional africano (AIA) es un alfabeto basado en el alfabeto latino propuesto en 1928 por el Instituto internacional de lenguas y civilizaciones africanas (Institut international des langues et civilisations africaines, IILCA) de Londres bajo la dirección de Diedrich Westermann. Fue creado para permitir la transcripción de las lenguas africanas para usos científicos y prácticos. 

## Caracteres
| Minúscula 1 | a | b | ɓ | c | d | ɖ | e | ɛ | ə | f | ƒ | g | ɣ | h | x | i | j | k | ʼ |
| mayúscula 1 | A | B | Ɓ | C | D | Ɖ | E | Ɛ | Ə | F | Ƒ | G | Ɣ | H | X | I | J | K | ʼ |
| minúscula 2 | l | m | n | ŋ | o | ɔ | p | r | s | ʃ | t | u | v | ʋ | w | y | z | ʒ |   |
| mayúscula 2 | L | M | N | Ŋ | O | Ɔ | P | R | S | Ʃ | T | U | V | Ʋ | W | Y | Z | Ʒ |   |